# Medalha Goethe de Arte e Ciência
A Medalha Goethe de Arte e Ciência é um prêmio alemão.